# 家蚊簇蟲
家蚊簇蟲（学名：Ascogregarina culicis）为衣孢蟲科簇蟲屬下的一个种。